# Distenorrhinoides simulator
Distenorrhinoides simulator is een keversoort uit de familie Belidae. De wetenschappelijke naam van de soort is voor het eerst geldig gepubliceerd in 2000 door Gratshev & Zherikhin.